# Desihlli, Bangarapet
Desihlli là một làng thuộc tehsil Bangarapet, huyện Kolar, bang Karnataka, Ấn Độ.